# TOCA Touring Car Championship
TOCA Touring Car Championship (in de VS bekend als TOCA Championship Racing) is een Brits racespel, dat voor het eerst in Europa in 1997 uitkwam. Het spel is beschikbaar voor PlayStation, pc en Game Boy Color.
Het spel is gebaseerd op het British Touring Car Championship (BTCC) en kreeg van The Official PlayStation Magazine een score van 9/10.

## Auto's
Het spel bevat acht raceauto's waaruit de speler kan kiezen:
- Honda Accord
- Audi A4
- Vauxhall Vectra (alleen in Groot-Brittannië, beter bekend als de Opel Vectra)
- Volvo S40
- Ford Mondeo
- Nissan Primera
- Peugeot 406
- Renault Laguna

### Extra wagens
Door zogenaamde cheatcodes kan de speler(s) de Ford Mondeo inruilen voor een echte tank, die andere auto's van de baan kan schieten. Tevens kan de Peugeot 406 vervangen worden door een Cadillac Deville.